# 澤梅奇諾區
53°29′N 42°36′E / 53.483°N 42.600°E
澤梅奇諾區（俄语：Земетчинский район），是俄羅斯的一個區，位於該國西南部，由奔薩州負責管轄，面積2,103.2平方公里，2010年該區人口24,674，人口密度每平方公里11.73人。